# Темиров, Ибрагим Калмукович
Ибрагим Калмукович Темиров (1906 — июль 1979) — советский хозяйственный, государственный и политический деятель, первый секретарь Карачаевского областного комитета ВКП(б) (1937—1939), участник Великой Отечественной войны.

## Биография
Родился в 1906 году в Карт-Джурте Терской области по другим данным в ауле Джегут на границе Терской и Кубанской областей Российской империи в семье крестьянина карачаевца. С января 1922 г. крестьянин в своем хозяйстве в Джегуте. В 1924 году вступил в комсомол. С января 1925 г. кассир аулсовета в Джегуте. С августа 1926 г. слушатель 2-годичной совпартшколы в станице Баталпашинской Карачаевской автономной области. С мая 1927 г. кандидат в члены ВКП(б), с июня 1928 г. член ВКП(б). С января 1928 г. заведующий избой-читальней в Джегуте. С января 1929 г. слушатель сельско-хозяйственных курсо во Владикавказе. С июня 1929 г. председатель сельско-хозяйственного кредитного общества в Джегуте. С мая 1930 г. секретарь ячейки ВКП(б) в Джегуте. С января 1931 г. заведующий кадрами обкома ВКП(б) Карачаевской автономной области в г. Микоян-Шахар. С января 1932 г. заведующий земельным управлением Карачаевской автономной области. С мая 1932 г. секретарь партийного коллектива Кисловодского военного коневодческого завода. С июня 1933 г. практикант отдела ОГПУ. С февраля 1934 г. заведующий облсоветом в Микоян-Шахаре. С сентября 1934 г. слушатель курсов национальных партийных работников при Коммунистическим университетом трудящихся востока им. И. В. Сталина. С июля 1935 г. инструктор Карачаевского областного комитета ВКП(б). С июля 1937 г. начальник земельного управления Карачаевской автономной области. С октября 1937 г. по октябрь 1939 г. 1-й секретарь Карачаевского областного комитета ВКП(б). С октября 1939 г. не работал. С ноября 1940 г. по февраль 1941 г. заместитель председателя президиума по кадрам крайпотребсоюза в г. Ворошиловск Орджоникидзевского края. С марта 1941 г. слушатель Высших кооперативных курсов Центросоюза в Москве. С августа 1941 г. председатель Карачаевского облисполкома. С августа 1942 г. партизан Западной группы партизанских отрядов Ставропольского края в горах Северного Кавказа. С января 1943 г. председатель Карачаевского облисполкома. 12 октября 1943 года вышел Указ Президиума Верховного совета СССР «О ликвидации Карачаевской автономной области». Карачаевцы депортированы в Среднюю Азию и Казахстан. Территория области разделена между Ставропольским краем и Черкесской автономной областью. Поведение Темирова во время депортации карачаевского народа в марте 1944 г. высоко оценил Кази-Магомет Алиев в своей книге «Свет и тени партизанской войны». С марта 1944 г. председатель сельпо, с января 1945 г. заведующий райторготделом на станции Мерке Джамбульской области Казахской ССР. С мая 1946 г. заведующий подсобным хозяйством райпромкомбината в с. Ворошиловское Фрунзенской области Киргизской ССР. С января 1947 г. не работал, болел. С января 1948 г. финагент райфинотдела с. Люксембург Кантского района Киргизской ССР. С февраля 1949 г. колхозник, заведующий материальным складом колхоза «Труд». С апреля 1956 г. не работал, болел. С февраля 1957 г. заместитель заведующего облсобесом в г. Черкесск Карачаево-Черкесской автономной области. С октября 1958 г. заведующий отделом переселения и организации набора рабочих при облисполкоме. С марта 1960 г. на пенсии. С ноября 1962 г. уполномоченный Главного управления «Росглаввтормет» при Госплане РСФСР. С июня 1964 г. на пенсии в Черкесске
Избирался депутатом Верховного Совета СССР 1-го созыва.
Умер в 1978 году по другим данным июле 1979 году.